# Рамеев, Шакир Садыкович
Мухамметшаки́р Мухамметсады́кович Рамеев (тат. Мөхәммәтшакир Мөхәммәтсадыйк улы Рәмиев; 5 марта 1857, Зирган, Оренбургская губерния — 12 марта 1912, Поселение Воскресенское) — золотопромышленник и меценат, оренбургский купец первой гильдии.

## Биография
Родился 5 марта 1857 года в деревне Зирган Стерлитамакского уезда Оренбургской губернии в семье татарского купца.
Отец — Мухамметсадык Абдулкаримович Рамеев (1829—1892), мать — Ханифа Альмухаммедовна Дашкова (1825—1896). Брат — Мухамметзакир Мухамметсадыкович Рамеев. Двоюродный брат Мухамметгариф Рамеев, являлся известным стерлитамакским имамом
В 1862 году семья переехала в деревню Юлук Орского уезда Оренбургской губернии. Начальное образование получил в деревне Юлук, позже учился в медресе дамеллы Гарифа Маази в Орске, у Абдуллы бин Саида в деревне Муллакаево. Изучал русский язык. По сведениям татарского педагога и просветителя Фатиха Карими, хорошо разговаривал на арабском языке.
В 1883—1900 годах жил в приисках «Султан» и «Адельшах», с 1900 г. в прииске «Балкан» Верхнеуральского уезда, а в зимнее время — в Оренбурге.
В 1890—1900 годы братьям Рамеевым от родителей перешли золотые прииски в Орском уезде, где было в общей сложности намыто и сдано государству более 5 тонн золота. Расширив дело отца, к началу XX века владели более чем 30 золотыми приисками на Южном Урале. На их приисках работало 850 рабочих. Побывав в 1902 году в Западной Европе, Шакир Рамеев ознакомился с новыми способами золотодобычи, закупил современное оборудование, которое, благодаря опыту и инженерным способностям, приспособил к условиям работы на своих приисках. Внёс предложение по усовершенствованию агрегата для промывки золота.
Ризаитдин Фахретдин писал о нём:
«Шакир-эфенди обладал мягким характером, получал удовольствие от помощи другим, благотворительности. Он был от природы щедрым, помогал и персонально, много тратил и на общественные дела, во благо религии и нации. Был безразличен к славе, поэтому многие его деяния оставались неизвестными для других людей»
Шакир Рамеев известен как общественный деятель. Вместе со своим младшим братом Мухаммезакиром Рамеевым издавал выходившие в Оренбурге либеральные мусульманские газету «Вакыт» («Время», 1906—1918, редактор Фатих Карими) и журнал «Шура» («Совет», 1908—1917, редактор Ризаитдин Фахретдинов). Был почетным членом благотворительных обществ Оренбурга, Соль-Илецка, Петербурга, Ялты. Материально поддерживал строительство мечетей и медресе, содержал десятки учебных заведений для татар, оплачивал учёбу татарских шакирдов и студентов, обучавшихся в высших учебных заведениях, в том числе и за рубежом, издавал книги татарских авторов.
В 1899 году путешествовал по Европе. Изучал издательское дело в типографиях Петербурга, Москвы и Западной Европы.
В 1900 году материально помог Гильман ахунду в открытии типографии в Оренбурге. В 1902—1903 годах со своим братом Мухамметзакиром решил издавать газету, однако правительством не было дано разрешение, и братья вынуждены были на время отложить свой замысел.
В 1909 году братья Рамеевы открыли собственную типолитографию «Вакыт», лучшую по оснащённости среди татарских типографий.
По сообщениям Р.Фахретдинова, в конце жизни страдал от нервного расстройства. 12 марта 1912 года покинул Оренбург в надежде показаться врачам, а потом поехать в Крым или за границу для лечения. Его сопровождали жена Гаухар, брат Мухамметзакир. На станции Воскресенское близ Москвы упал с поезда и попал под колеса вагона.
Умер в 15 марта 1912 г., похоронен на мусульманском кладбище Оренбурга.

## Семья
- Брат Мухамметзакир Рамеев, предприниматель, депутат Государственный думы, поэт (литературный псевдоним Дэрдменд)
- Зять Садретдин Максудов, адвокат, депутат Государственной Думы, затем советник Мустафы Кемаля Ататюрка
  - Внучка Адиля Айда, турецкая историк и дипломат.